# Tasmania Police

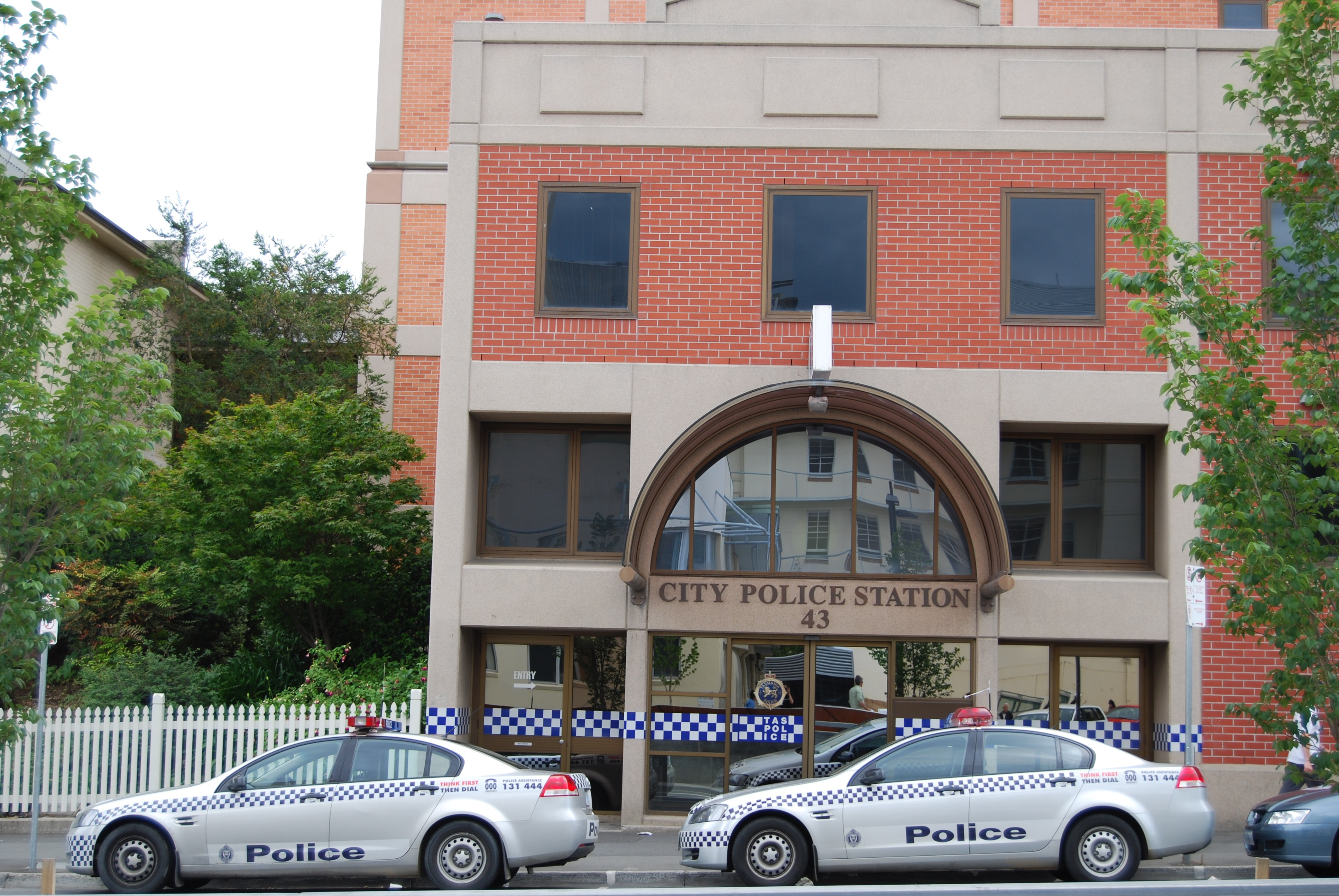
Stazione di Polizia della Tasmania

La Tasmania Police (Polizia della Tasmania in italiano) è la polizia dello Stato australiano di Tasmania. Nata nel 1899, è composta da oltre 1200 poliziotti su una popolazione di circa mezzo milione di abitanti. La Polizia della Tasmania fa parte del Dipartimento di Polizia e Gestione Emergenze del Governo Tasmaniano, che consiste anche dello State Emergency Service (Servizio di emergenza statale), Forensic Science Service Tasmania e del Tasmania Fire Service (Vigili del fuoco Tasmania).